# Qualificazioni al campionato europeo maschile under 21 di calcio 2006
I gruppi delle qualificazioni al campionato europeo di calcio Under-21 2006, ove possibile, sono stati creati in abbinamento ai gironi di qualificazione delle squadre maggiori partecipanti ai Mondiali del 2006 con l'eccezione di Andorra, Isole Fær Øer, Liechtenstein e Irlanda del Nord, che non disponevano di rappresentative Under-21, e della Germania, la cui squadra maggiore non partecipava alle qualificazioni dei Mondiali in quanto paese ospitante.
Così le 48 rappresentative Under-21 partecipanti sono state divise in 8 gironi (6 gruppi di 6 squadre, 1 di 5 e 1 di 7) con i criteri sopra esposti.
Le vincenti degli 8 gironi hanno poi disputato uno spareggio, con partite di andata e ritorno, con le seconde di ogni gruppo (le composizioni degli 8 spareggi sono state decise per sorteggio).

## Gruppi di qualificazione

### Gruppo 1
| Squadre        | Punti | G  | V | N | P | GF | GS | DR  |
| -------------- | ----- | -- | - | - | - | -- | -- | --- |
| 1. Paesi Bassi | 23    | 10 | 7 | 2 | 1 | 21 | 7  | +14 |
| 2. Rep. Ceca   | 21    | 10 | 6 | 3 | 1 | 26 | 8  | +18 |
| 3. Romania     | 19    | 10 | 6 | 1 | 3 | 17 | 8  | +9  |
| 4. Macedonia   | 9     | 10 | 2 | 3 | 5 | 9  | 18 | -9  |
| 5. Finlandia   | 7     | 10 | 2 | 1 | 7 | 7  | 16 | -9  |
| 6. Armenia     | 5     | 10 | 1 | 2 | 7 | 2  | 25 | -23 |

- Romania 1-0 Finlandia
- Macedonia 4-0 Armenia
- Romania 5-1 Macedonia
- Paesi Bassi 0-0 Repubblica Ceca
- Armenia 0-1 Finlandia
- Repubblica Ceca 4-1 Romania
- Finlandia 0-1 Armenia
- Macedonia 0-2 Paesi Bassi
- Paesi Bassi 4-1 Finlandia
- Armenia 0-4 Repubblica Ceca

- Armenia 0-5 Romania
- Macedonia 2-2 Repubblica Ceca
- Romania 2-0 Paesi Bassi
- Repubblica Ceca 3-0 Finlandia
- Paesi Bassi 0-0 Armenia
- Macedonia 1-0 Romania
- Paesi Bassi 2-0 Romania
- Armenia 0-0 Macedonia
- Repubblica Ceca 2-0 Macedonia
- Finlandia 1-2 Paesi Bassi

- Romania 2-0 Armenia
- Macedonia 1-1 Finlandia
- Armenia 1-3 Paesi Bassi
- Romania 0-0 Repubblica Ceca
- Finland 2-0 Macedonia
- Repubblica Ceca 6-0 Armenia
- Repubblica Ceca 2-4 Paesi Bassi
- Finlandia 0-1 Romania
- Finlandia 1-3 Repubblica Ceca
- Paesi Bassi 4-0 Macedonia

 Paesi Bassi accede agli spareggi in quanto vincitrice nel gruppo
 Rep. Ceca accede agli spareggi in quanto qualificatasi seconda nel gruppo

### Gruppo 2
| Squadre       | Punti | G  | V | N | P | GF | GS | DR  |
| ------------- | ----- | -- | - | - | - | -- | -- | --- |
| 1. Danimarca  | 29    | 12 | 9 | 2 | 1 | 30 | 12 | +18 |
| 2. Ucraina    | 23    | 12 | 7 | 2 | 3 | 22 | 7  | +15 |
| 3. Grecia     | 20    | 12 | 6 | 2 | 4 | 18 | 9  | +9  |
| 4. Turchia    | 19    | 12 | 5 | 4 | 3 | 15 | 9  | +6  |
| 5. Georgia    | 11    | 12 | 3 | 2 | 7 | 7  | 22 | -15 |
| 6. Albania    | 9     | 12 | 2 | 3 | 7 | 9  | 27 | -18 |
| 7. Kazakistan | 7     | 12 | 2 | 1 | 9 | 8  | 23 | -15 |

- Albania 1-1 Grecia
- Danimarca 3-2 Ucraina
- Turchia 0-0 Georgia
- Kazakistan 0-1 Ucraina
- Georgia 2-1 Albania
- Grecia 2-1 Turchia
- Albania 1-2 Danimarca
- Ucraina 1-0 Grecia
- Turchia 1-0 Kazakistan
- Kazakistan 0-1 Albania
- Ucraina 6-0 Georgia
- Danimarca 1-1 Turchia
- Grecia 5-0 Kazakistan
- Georgia 2-4 Danimarca

- Turchia 1-0 Ucraina
- Albania 1-1 Ucraina
- Grecia 0-1 Danimarca
- Danimarca 5-1 Kazakistan
- Georgia 1-1 Grecia
- Turchia 4-0 Albania
- Georgia 0-2 Turchia
- Grecia 2-0 Albania
- Ucraina 0-1 Danimarca
- Albania 0-1 Georgia
- Ucraina 2-1 Kazakistan
- Turchia 0-1 Grecia
- Kazakistan 2-1 Turchia
- Danimarca 7-0 Albania

- Grecia 0-1 Ucraina
- Kazakistan 0-1 Georgia
- Albania 3-1 Kazakistan
- Georgia 0-3 Ucraina
- Turchia 3-2 Danimarca
- Kazakistan 1-2 Grecia
- Danimarca 1-0 Georgia
- Ucraina 0-0 Turchia
- Georgia 0-1 Kazakistan
- Ucraina 5-0 Albania
- Danimarca 2-1 Greece
- Albania 1-1 Turchia
- Kazakistan 1-1 Danimarca
- Grecia 3-0 Georgia

 Danimarca accede agli spareggi in quanto vincitrice nel gruppo
 Ucraina accede agli spareggi in quanto qualificatasi seconda nel gruppo

### Gruppo 3
| Squadre        | Punti | G  | V  | N | P | GF | GS | DR  |
| -------------- | ----- | -- | -- | - | - | -- | -- | --- |
| 1. Portogallo  | 30    | 10 | 10 | 0 | 0 | 29 | 3  | +26 |
| 2. Russia      | 19    | 10 | 6  | 1 | 3 | 24 | 6  | +18 |
| 3. Slovacchia  | 19    | 10 | 6  | 1 | 3 | 12 | 9  | +3  |
| 4. Lettonia    | 12    | 10 | 3  | 3 | 4 | 10 | 16 | -6  |
| 5. Estonia     | 3     | 10 | 0  | 3 | 7 | 4  | 24 | -20 |
| 6. Lussemburgo | 2     | 10 | 0  | 2 | 8 | 4  | 25 | -21 |

- Slovacchia 1-0 Lussemburgo
- Estonia 0-0 Lussemburgo
- Lettonia 1-2 Portogallo
- Russia 4-0 Slovacchia
- Lussemburgo 1-2 Lettonia
- Portogallo 3-0 Estonia
- Lussemburgo 0-4 Russia
- Slovacchia 3-1 Lettonia
- Lettonia 0-0 Estonia
- Portogallo 2-0 Russia

- Russia 3-0 Estonia
- Lussemburgo 1-6 Portogallo
- Estonia 0-2 Slovacchia
- Lettonia 2-1 Lussemburgo
- Slovacchia 0-1 Portogallo
- Estonia 1-5 Russia
- Portogallo 2-1 Slovacchia
- Russia 1-1 Lettonia
- Lussemburgo 0-2 Slovacchia
- Estonia 0-5 Portogallo

- Lettonia 0-4 Russia
- Estonia 1-3 Lettonia
- Portogallo 4-0 Lussemburgo
- Lettonia 0-0 Slovacchia
- Russia 0-1 Portogallo
- Slovacchia 2-1 Estonia
- Russia 3-0 Lussemburgo
- Lussemburgo 1-1 Estonia
- Portogallo 3-0 Lettonia
- Slovacchia 1-0 Russia

 Portogallo accede agli spareggi in quanto vincitrice nel gruppo
 Russia accede agli spareggi in quanto qualificatasi seconda nel gruppo

### Gruppo 4
| Squadre     | Punti | G | V | N | P | GF | GS | DR  |
| ----------- | ----- | - | - | - | - | -- | -- | --- |
| 1. Francia  | 19    | 8 | 6 | 1 | 1 | 13 | 5  | +8  |
| 2. Svizzera | 15    | 8 | 4 | 3 | 1 | 15 | 8  | +7  |
| 3. Israele  | 15    | 8 | 4 | 3 | 1 | 11 | 7  | +4  |
| 4. Irlanda  | 5     | 8 | 1 | 2 | 5 | 10 | 14 | -4  |
| 5. Cipro    | 1     | 8 | 0 | 1 | 7 | 2  | 17 | -15 |

- Francia 1-0 Israele
- Irlanda 3-0 Cipro
- Israele 1-0 Cipro
- Svizzera 4-2 Irlanda
- Israele 1-1 Svizzera
- Francia 1-0 Irlanda
- Cipro 0-1 Francia
- Cipro 0-1 Israele
- Israele 3-1 Irlanda
- Francia 1-1 Svizzera

- Israele 3-2 Francia
- Svizzera 3-0 Cipro
- Irlanda 2-2 Israele
- Svizzera 0-0 Israele
- Cipro 1-5 Svizzera
- Irlanda 1-2 Francia
- Cipro 1-1 Irlanda
- Svizzera 0-3 Francia
- Irlanda 0-1 Svizzera
- Francia 2-0 Cipro

 Francia accede agli spareggi in quanto vincitrice nel gruppo
 Svizzera accede agli spareggi in quanto qualificatasi seconda nel gruppo

### Gruppo 5
| Squadre        | Punti | G  | V | N | P | GF | GS | DR  |
| -------------- | ----- | -- | - | - | - | -- | -- | --- |
| 1. Italia      | 25    | 10 | 8 | 1 | 1 | 16 | 3  | +13 |
| 2. Slovenia    | 15    | 10 | 4 | 3 | 3 | 13 | 13 | 0   |
| 3. Norvegia    | 14    | 10 | 4 | 2 | 4 | 14 | 13 | +1  |
| 4. Bielorussia | 13    | 10 | 4 | 1 | 5 | 20 | 19 | +1  |
| 5. Moldavia    | 11    | 10 | 3 | 2 | 5 | 8  | 12 | -4  |
| 6. Scozia      | 6     | 10 | 1 | 3 | 6 | 6  | 17 | -11 |

- Italia 2-0 Norvegia
- Slovenia 1-0 Moldavia
- Norvegia 2-3 Bielorussia
- Scozia 1-1 Slovenia
- Moldavia 0-1 Italia
- Bielorussia 2-3 Moldavia
- Scozia 0-2 Norvegia
- Slovenia 0-3 Italia
- Moldavia 0-0 Scozia
- Norvegia 0-0 Slovenia

- Italia 2-1 Bielorussia
- Italia 2-0 Scozia
- Moldavia 1-3 Norvegia
- Slovenia 1-4 Bielorussia
- Bielorussia 1-2 Slovenia
- Scozia 0-0 Moldavia
- Norvegia 1-0 Italia
- Bielorussia 3-2 Scozia
- Moldavia 1-0 Bielorussia
- Slovenia 2-2 Norvegia

- Scozia 0-3[3] Italia
- Bielorussia 1-1 Italia
- Norvegia 0-1 Scozia
- Moldavia 1-3 Slovenia
- Scozia 2-3 Bielorussia
- Norvegia 1-2 Moldavia
- Italia 1-0 Slovenia
- Italia 1-0 Moldavia
- Slovenia 3-0 Scozia
- Bielorussia 2-3 Norvegia

 Italia accede agli spareggi in quanto vincitrice nel gruppo
 Slovenia accede agli spareggi in quanto qualificatasi seconda nel gruppo

### Gruppo 6
| Squadre        | Punti | G  | V | N | P | GF | GS | DR  |
| -------------- | ----- | -- | - | - | - | -- | -- | --- |
| 1. Germania    | 24    | 10 | 7 | 3 | 0 | 24 | 5  | +19 |
| 2. Inghilterra | 21    | 10 | 6 | 3 | 1 | 21 | 7  | +14 |
| 3. Polonia     | 13    | 10 | 3 | 4 | 3 | 18 | 18 | 0   |
| 4. Austria     | 11    | 10 | 3 | 2 | 5 | 9  | 14 | -5  |
| 5. Galles      | 10    | 10 | 3 | 1 | 6 | 9  | 21 | -12 |
| 6. Azerbaigian | 3     | 10 | 0 | 3 | 7 | 1  | 17 | -16 |

- Azerbaigian 0-1 Galles
- Austria 0-2 Inghilterra
- Austria 3-0 Azerbaigian
- Polonia 1-3 Inghilterra
- Austria 0-3 Polonia
- Inghilterra 2-0 Galles
- Azerbaigian 0-2 Germania
- Azerbaigian 0-0 Inghilterra
- Galles 2-2 Polonia
- Germania 2-0 Austria

- Germania 1-1 Polonia
- Galles 0-4 Germania
- Galles 1-0 Austria
- Polonia 3-0 Azerbaigian
- Inghilterra 2-2 Germania
- Austria 2-0 Galles
- Inghilterra 2-0 Azerbaigian
- Azerbaigian 1-1 Polonia
- Polonia 1-3 Germania
- Polonia 2-2 Austria

- Galles 0-4 Inghilterra
- Germania 2-0 Azerbaigian
- Polonia 3-2 Galles
- Azerbaigian 0-0 Austria
- Germania 1-1 Inghilterra
- Inghilterra 1-2 Austria
- Germania 4-0 Galles
- Galles 3-0 Azerbaigian
- Inghilterra 4-1 Polonia
- Austria 0-3 Germania

 Germania accede agli spareggi in quanto vincitrice nel gruppo
 Inghilterra accede agli spareggi in quanto qualificatasi seconda nel gruppo

### Gruppo 7
| Squadre                 | Punti | G  | V | N | P  | GF | GS | DR  |
| ----------------------- | ----- | -- | - | - | -- | -- | -- | --- |
| 1. Belgio               | 24    | 10 | 7 | 3 | 0  | 25 | 6  | +19 |
| 2. Serbia e Montenegro  | 22    | 10 | 7 | 1 | 2  | 29 | 11 | +18 |
| 3. Spagna               | 20    | 10 | 6 | 2 | 2  | 37 | 8  | +29 |
| 4. Bosnia ed Erzegovina | 10    | 10 | 3 | 1 | 6  | 17 | 20 | -3  |
| 5. Lituania             | 10    | 10 | 3 | 1 | 6  | 9  | 16 | -7  |
| 6. San Marino           | 0     | 10 | 0 | 0 | 10 | 4  | 60 | -56 |

- Belgio 3-0 Lituania
- San Marino 0-5 Serbia e Montenegro
- Bosnia-Erzegovina 0-2 Spagna
- Lithuania 2-0 San Marino
- Bosnia-Erzegovina 1-3 Serbia e Montenegro
- Spagna 2-2 Belgio
- Serbia e Montenegro 9-0 San Marino
- Lituania 1-1 Spagna
- Belgio 4-0 Serbia e Montenegro
- San Marino 1-2 Lituania

- Spagna 14-0 San Marino
- Belgio 2-1 Bosnia-Erzegovina
- Serbia e Montenegro 1-0 Spagna
- Bosnia-Erzegovina 2-0 Lituania
- San Marino 0-4 Belgio
- Serbia e Montenegro 1-1 Belgio
- San Marino 1-4 Bosnia-Erzegovina
- Spagna 2-0 Lituania
- Spagna 4-2 Bosnia-Erzegovina
- Bosnia-Erzegovina 1-1 Belgio

- Serbia e Montenegro 3-2 Lituania
- Spagna 2-0 Serbia e Montenegro
- Lituania 1-0 Bosnia-Erzegovina
- Belgio 5-0 San Marino
- Bosnia-Erzegovina 5-1 San Marino
- Lituania 0-2 Serbia e Montenegro
- Belgio 1-0 Spagna
- Serbia e Montenegro 5-1 Bosnia-Erzegovina
- San Marino 1-10 Spagna
- Lituania 1-2 Belgio

 Belgio accede agli spareggi in quanto vincitrice nel gruppo
 Serbia e Montenegro accede agli spareggi in quanto qualificatasi seconda nel gruppo

### Gruppo 8
| Squadre     | Punti | G  | V | N | P | GF | GS | DR  |
| ----------- | ----- | -- | - | - | - | -- | -- | --- |
| 1. Croazia  | 25    | 10 | 8 | 1 | 1 | 14 | 6  | +8  |
| 2. Ungheria | 19    | 10 | 6 | 1 | 3 | 12 | 7  | +5  |
| 3. Svezia   | 18    | 10 | 6 | 0 | 4 | 16 | 12 | +4  |
| 4. Islanda  | 13    | 10 | 4 | 1 | 5 | 15 | 11 | +4  |
| 5. Bulgaria | 7     | 10 | 2 | 1 | 7 | 9  | 17 | -8  |
| 6. Malta    | 5     | 10 | 1 | 2 | 7 | 3  | 16 | -13 |

- Islanda 3-1 Bulgaria
- Croazia 1-0 Ungheria
- Malta 0-1 Svezia
- Ungheria 1-0 Islanda
- Svezia 0-2 Croazia
- Croatia 1-0 Bulgaria
- Malta 1-0 Islanda
- Svezia 2-1 Ungheria
- Islanda 3-1 Svezia
- Bulgaria 2-1 Malta

- Malta 0-2 Ungheria
- Bulgaria 1-2 Svezia
- Croazia 2-1 Islanda
- Ungheria 1-0 Bulgaria
- Croazia 1-0 Malta
- Bulgaria 2-1 Croazia
- Islanda 0-1 Ungheria
- Svezia 6-0 Malta
- Islanda 0-0 Malta
- Islanda 1-2 Croazia

- Svezia 2-0 Bulgaria
- Ungheria 2-0 Malta
- Bulgaria 1-3 Islanda
- Malta 0-1 Croazia
- Ungheria 0-1 Svezia
- Croazia 1-0 Sweden
- Bulgaria 1-2 Ungheria
- Ungheria 2-2 Croazia
- Sweden 1-4 Islanda
- Malta 1-1 Bulgaria

 Croazia accede agli spareggi in quanto vincitrice nel gruppo
 Ungheria accede agli spareggi in quanto qualificatasi seconda nel gruppo

## Spareggi per l'accesso alla fase finale
Andata 11, 12 e 13 novembre, ritorno 15 e 16 novembre 2005.
| Squadra 1           | Totale | Squadra 2   | Andata | Ritorno |
| ------------------- | ------ | ----------- | ------ | ------- |
| Inghilterra         | 2 - 3  | Francia     | 1 - 1  | 1 - 2   |
| Rep. Ceca           | 0 - 3  | Germania    | 2 - 2  | 0 - 1   |
| Ungheria            | 1 - 2  | Italia      | 1 - 1  | 0 - 1   |
| Serbia e Montenegro | 5 - 2  | Croazia     | 3 - 1  | 2 - 1   |
| Ucraina             | 5 - 4  | Belgio      | 2 - 3  | 3 - 1   |
| Russia              | 1 - 4  | Danimarca   | 0 - 1  | 1 - 3   |
| Svizzera            | 2 - 3  | Portogallo  | 1 - 1  | 1 - 2   |
| Slovenia            | 0 - 2  | Paesi Bassi | 0 - 0  | 0 - 2   |

## Squadre qualificate
| Squadra                                             | Data            |
| --------------------------------------------------- | --------------- |
| Danimarca                                           | 19 ottobre 2003 |
| Francia                                             | 18 ottobre 2003 |
| Germania                                            | 18 ottobre 2003 |
| Italia                                              | 19 ottobre 2003 |
| Paesi Bassi                                         | 18 ottobre 2003 |
| Portogallo (in seguito designata nazione ospitante) | 18 ottobre 2003 |
| Serbia e Montenegro                                 | 19 ottobre 2003 |
| Ucraina                                             | 19 ottobre 2003 |